# Apro
L’apro ou aproumu est une langue kwa parlée par les Aïzi.
L’apro est parlé à Attoutou A, à Allaba (dans la sous-préfecture de Dabou), à Taboth, à Bapo (Allaba B), à Koko, à Téfrédji, et dans le quartier d’Attoutou B dans la région des Lagunes en Côte d’Ivoire.

## Classification
L’apro a été considéré comme appartenant aux langues krou mais est maintenant classé parmi les langues kwa.